# 와타나베 마사토

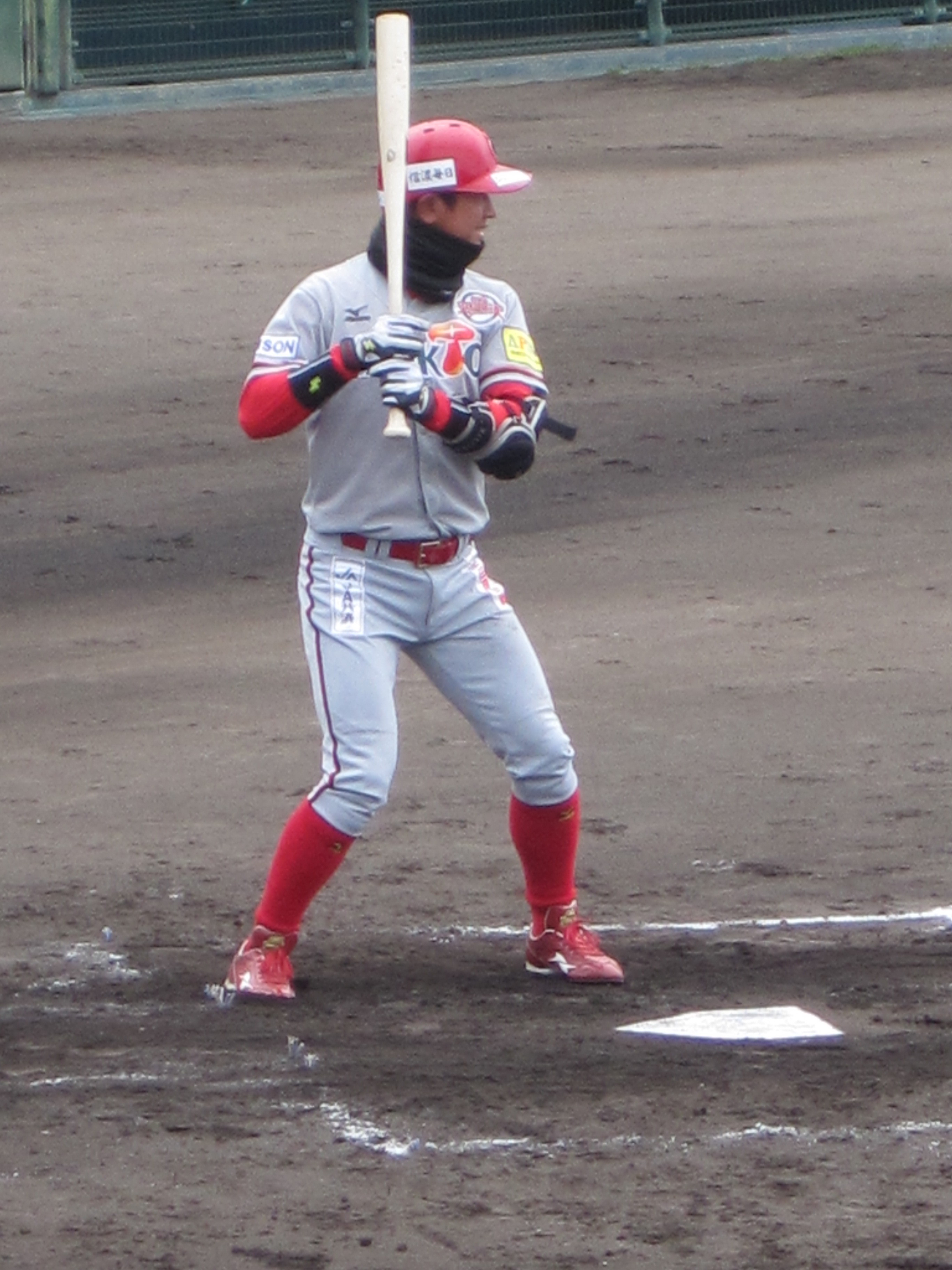

와타나베 마사토(일본어: 渡辺 正人, 1979년 4월 3일~)는 전 일본 프로 야구 선수이자, 현 KBO 리그 SSG 랜더스의 2군 수비 코치이다.

## 선수 시절

### 일본 프로 야구 시절
2001년에 지바 롯데 마린스에 입단하였다.

### 일본 독립 리그 시절
2013년에 시나노 그랑세로즈에 선수 겸 수비, 주루 코치로 입단하였다.

## 야구 선수 은퇴 후
2015년부터 이시카와 밀리언 스타즈의 감독으로 활동했다.